# Pobožnost
Pobožnost je način života, koji odlikuju religioznost i vjerske vrline kao što su poniznost i mir, duboko osoban odnos s Bogom i iskustvo Boga. Pobožnost je idealistička vrijednost i težnja za dobrotom. To je i jedan od sedam darova Duha Svetoga.
Pobožnost odlikuje život po biblijskim idealima i otklon od onoga što je loše, poput ovisnosti.
Neki pobožni ljudi ostavili su stari grešni način života u porocima i obratili se počevši živjeti po kršćanskim idealima. Među njima ima i svetaca, koji su dio svog života čak progonili vjernike (sv. Pavao) ili imali izvanbračno dijete (sv. Augustin), ali su kasnije napravili veliki obrat i počeli živjeti pobožnim životom. U pobožan život ubrajaju se: čestitost, dobra djela iz ljubavi prema Bogu i ljudima, milosrđe, pokornički život, molitva, post, hodočašća, svete misije, sudjelovanje u sakramentalnom životu Crkve, misijski rad i sl. 
Pobožnost označava osobnu pažnju, sabranost i predanje Bogu u osobnoj molitvi, ali i zajednički oblik molitve. Naglašenija je pučka strana i nije strogo liturgijska. Okupljeni vjernici jednostavnim molitvama i vježbama kao što su klečanje, naklon i ponavljanje nekih molitava kroz neko vrijeme i sl iskazuju poštovanje (časte) pojedina Božja svojstva ili Isusa Krista, Duha Svetoga, Majku Božju Mariju ili pojedina svetca. Nisu obavezne kao nedjeljna sveta misa, već su ostavljene vjernicima na slobodnu volju i dragovoljno sudjelovanje.
Primjerice, u katoličkoj, liturgijskoj godini svaki je mjesec posvećen jednoj pobožnosti:
- studeni – duše u čistilištu (Svi sveti, Dušni dan),
- prosinac – Došašće i Božićna otajstva,
- siječanj – Presveto Ime Isusovo (kristogram),
- veljača – Sveta Obitelj,
- ožujak – Sveti Josip,
- travanj – Presveti oltarski sakrament (euharistija),
- svibanj – Blažena Djevica Marija (krunica, svibanjske pobožnosti),
- lipanj – Presveto Srce Isusovo,
- srpanj – Presveta Krv Kristova,
- kolovoz – Bezgrješno Srce Marijino,
- rujan – Sedam žalosti BDM (Gospa Žalosna),
- listopad – krunica (listopadske pobožnosti).